# Le Ménil-Vicomte
Le Ménil-Vicomte és un municipi francès situat al departament de l'Orne i a la regió de Normandia. L'any 2007 tenia 47 habitants.

## Demografia

### Població
El 2007 la població de fet de Le Ménil-Vicomte era de 47 persones. Hi havia 16 famílies de les quals 4 eren unipersonals (4 homes vivint sols), 4 parelles sense fills i 8 parelles amb fills.
La població ha evolucionat segons el següent gràfic:
Habitants censats

### Habitatges
El 2007 hi havia 19 habitatges, 15 eren l'habitatge principal de la família, 1 era una segona residència i 3 estaven desocupats. 17 eren cases i 2 eren apartaments. Dels 15 habitatges principals, 8 estaven ocupats pels seus propietaris, 6 estaven llogats i ocupats pels llogaters i 1 estava cedit a títol gratuït; 1 tenia dues cambres, 4 en tenien tres, 6 en tenien quatre i 4 en tenien cinc o més. 10 habitatges disposaven pel capbaix d'una plaça de pàrquing. A 7 habitatges hi havia un automòbil i a 5 n'hi havia dos o més.

### Piràmide de població
La piràmide de població per edats i sexe el 2009 era:
| Homes | Edats   | Dones |
| ----- | ------- | ----- |
| 0     | 95 o +  | 0     |
| 0     | 90 a 94 | 0     |
| 0     | 85 a 89 | 0     |
| 0     | 80 a 84 | 0     |
| 0     | 75 a 79 | 0     |
| 0     | 70 a 74 | 0     |
| 0     | 65 a 69 | 0     |
| 4     | 60 a 64 | 4     |
| 0     | 55 a 59 | 0     |
| 0     | 50 a 54 | 0     |
| 0     | 45 a 49 | 0     |
| 4     | 40 a 44 | 0     |
| 0     | 35 a 39 | 4     |
| 4     | 30 a 34 | 0     |
| 0     | 25 a 29 | 4     |
| 0     | 20 a 24 | 0     |
| 0     | 15 a 19 | 0     |
| 4     | 10 a 14 | 4     |
| 0     | 5 a 9   | 4     |
| 8     | 0 a 4   | 0     |

## Economia
El 2007 la població en edat de treballar era de 28 persones, 17 eren actives i 11 eren inactives. De les 17 persones actives 12 estaven ocupades (11 homes i 1 dona) i 5 estaven aturades (3 homes i 2 dones). De les 11 persones inactives 1 estava jubilada, 2 estaven estudiant i 8 estaven classificades com a «altres inactius».
Activitats econòmiques
L'únic establiment que hi havia el 2007 era d'una empresa de comerç i reparació d'automòbils.
L'any 2000 a Le Ménil-Vicomte hi havia 4 explotacions agrícoles.

## Poblacions més properes
El següent diagrama mostra les poblacions més properes.